# Censo peruano de 2025
Los Censos Nacionales: XIII de Población, VIII de Vivienda y IV de Comunidades Indígenas es el décimo tercero censo nacional de población, octavo de vivienda y cuarto de comunidades indígenas,  llevado a cargo por el Instituto Nacional de Estadística e Informática (INEI). Fue anunciada por la presidenta Dina Boluarte en su mensaje a la nación del año 2024 y ha sido motivo de controversia debido a la injerencia ideológica y política del mismo por parte de las ONG ONAMIAP y la Confederación de Nacionalidades Amazónicas del Perú. El censo se realizará en un periodo de tres meses, iniciando el 4 de agosto y se espera a que concluya el 31 de octubre del 2025.

## Preparación

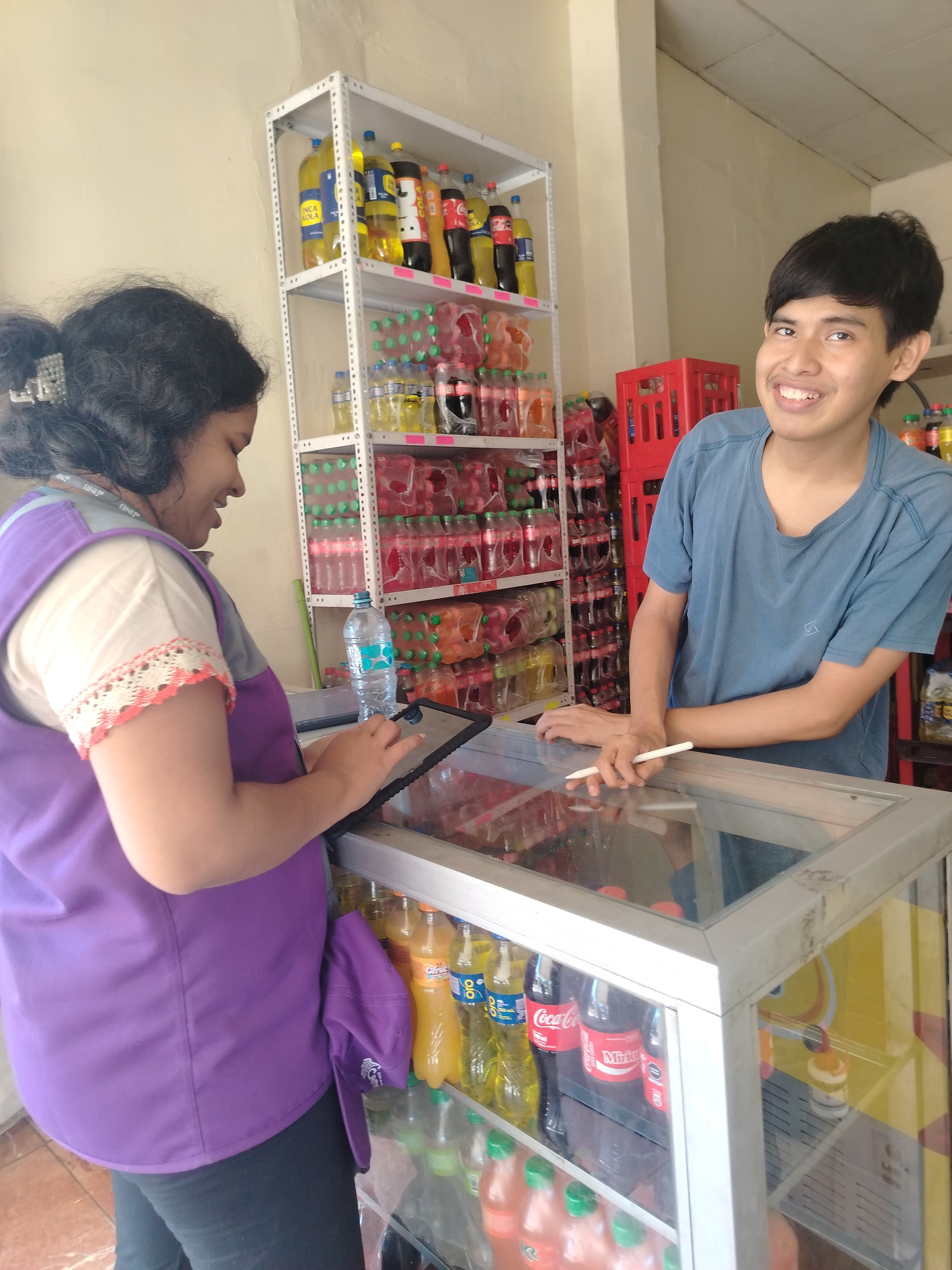
Primer día de censo en el área metropolitana de Iquitos.

El 22 de junio del 2024, la realización del censo fue declarada de interés y prioridad nacional mediante Decreto Supremo N°063-2024-PCM. Como actividad previa a los censos nacionales se realizó en el año 2023 la actualización cartográfica y del directorio de viviendas y establecimientos en los distritos con menos de 20 mil habitantes de la zona rural. El anuncio del censo para el año 2025 se realizó el 28 de julio, durante el mensaje a la nación de la presidenta Dina Boluarte. Para tal fin, se realizará el conteo de los habitantes, viviendas y comunidades en territorio nacional que brindará información sociodemográfica de la población y de las características de las viviendas.
Aunque la Ley N°13248 establecía que los censos debían ser realizados cada 10 años, siendo que el último censo se realizó en el año 2017, se informó que la necesidad de realizar en el 2025 responde a los impactos de los cambios demográfico y económico que ha experimentado el país como consecuencia de la pandemia de COVID-19, el Fenómeno El Niño y la creciente migración internacional. El censo permitirá recoger información sobre la ubicación de los centros poblados así como la vulnerabilidad de las viviendas. Asimismo, con respecto a la población indígena, se conseguirá información sociodemográfica y económica, entre ellos, niveles de pobreza, migración y aporte cultural.
Entre el 17 y 22 de febrero del 2025, se llevó a cabo una segunda prueba piloto.

## Controversias

### Politización de censo
El 5 de enero de 2025, el diario Perú 21 denunció la injerencia de las ONG Organización Nacional de Mujeres Indígenas Andinas y Amazónica del Perú (ONAMIAP) y la Confederación de Nacionalidades Amazónicas del Perú con respecto a las preguntas de origen étnico. Según se detalló, el 15 de octubre de 2024, la ONAMIAP organizó el foro "Politizando la autoidentificación colectiva. Visiones y perspectivas hacia la descolonización", durante la cual la activista y periodista Sofía Carrillo declaró que "a los blancos y mestizos en esta ocasión les corresponde colocarse al lado". En dicho foro, Ketty Marcelo, presidenta de la ONAMIAP, declaró que "en la opción del censo se ha quitado 'mestizo' y ahí hay que agradecer a nuestra aliada Fabiana [del Popolo] que ha estado incidiendo para esto", siendo Del Popolo la jefa del Área de Demografía del Celade-Cepal, un organismo de la ONU que asesora a la INEI para la implementación del censo. Se hizo saber que los representantes de ambas ONG se reunieron con diversos funcionarios del INEI en noviembre del 2024, entre ellos Gaspar Morán, jefe de la INEI, y Carlos Santur, jefe de la Dirección Nacional de Censos y Encuestas. Según se detalló, el objetivos de ambas ONG es que las personas se identifiquen como indígenas para obtener, de esta manera, mayor influencia política y acceso a recursos financieros.
Debido al escándalo, el congresista Alejandro Cavero, de Avanza País, envió una solicitud a Morán sobre el caso. El 8 de enero del 2025, Morán respondió que sobre la supresión de "mestizo" y "blanco", "está en proceso de revisión junto con las entidades del Sector Público, la academia, representantes de organizaciones civiles e investigadores", agregando que no se había eliminado dichas opciones y que se iba a instalar una comisión multisectorial de los censos nacionales de 2025 como órgano asesor que se iba a encargar de "revisar y evaluar la propuesta de la cédula censal antes de su aprobación final". En febrero de 2025, Morán declaró que la pregunta de autoidentificación iba a ser similar a la usada en el censo del 2017, añadiendo que la CEPAL había recomendado que no se incluyan alternativas que no representen un grupo étnico específico siendo que "mestizo", por tanto, no era una etnia.